# ریزقورباغه سوئیفت
ریزقورباغه سوئیفت (نام علمی: Paedophryne swiftorum) نام یک گونه از سرده ریزقورباغه‌ها است.